# Air Accidents Investigation Branch

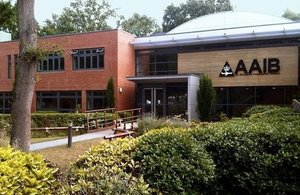
Budynek AAIB

Air Accidents Investigation Branch (AAIB) – brytyjska agenda rządowa odpowiedzialna za badanie wypadków w lotnictwie cywilnym Wielkiej Brytanii i terytoriach zależnych.
AAIB zostało utworzone w 1915 r. Siedziba zarządu AAIB znajduje w miejscowości Farnborough. AAIB zatrudnia obecnie 49 osób (w tym śledczych, ekspertów analizy nagrań z „czarnych skrzynek”, ekspertów zajmujących się silnikami lotniczymi oraz inspektorów operacyjnych). Organem nadrzędnym AAIB jest Departament Transportu Wielkiej Brytanii.